# San Juan de Oriente
San Juan de Oriente (Marinalte) es un municipio del departamento de Masaya en la República de Nicaragua. Junto a los municipios de Catarina, Diriá, Diriomo, Niquinohomo, Nandasmo y Masatepe son llamados Pueblos blancos en el eje turístico denominado "Ruta de la Meseta de los Pueblos".

## Geografía

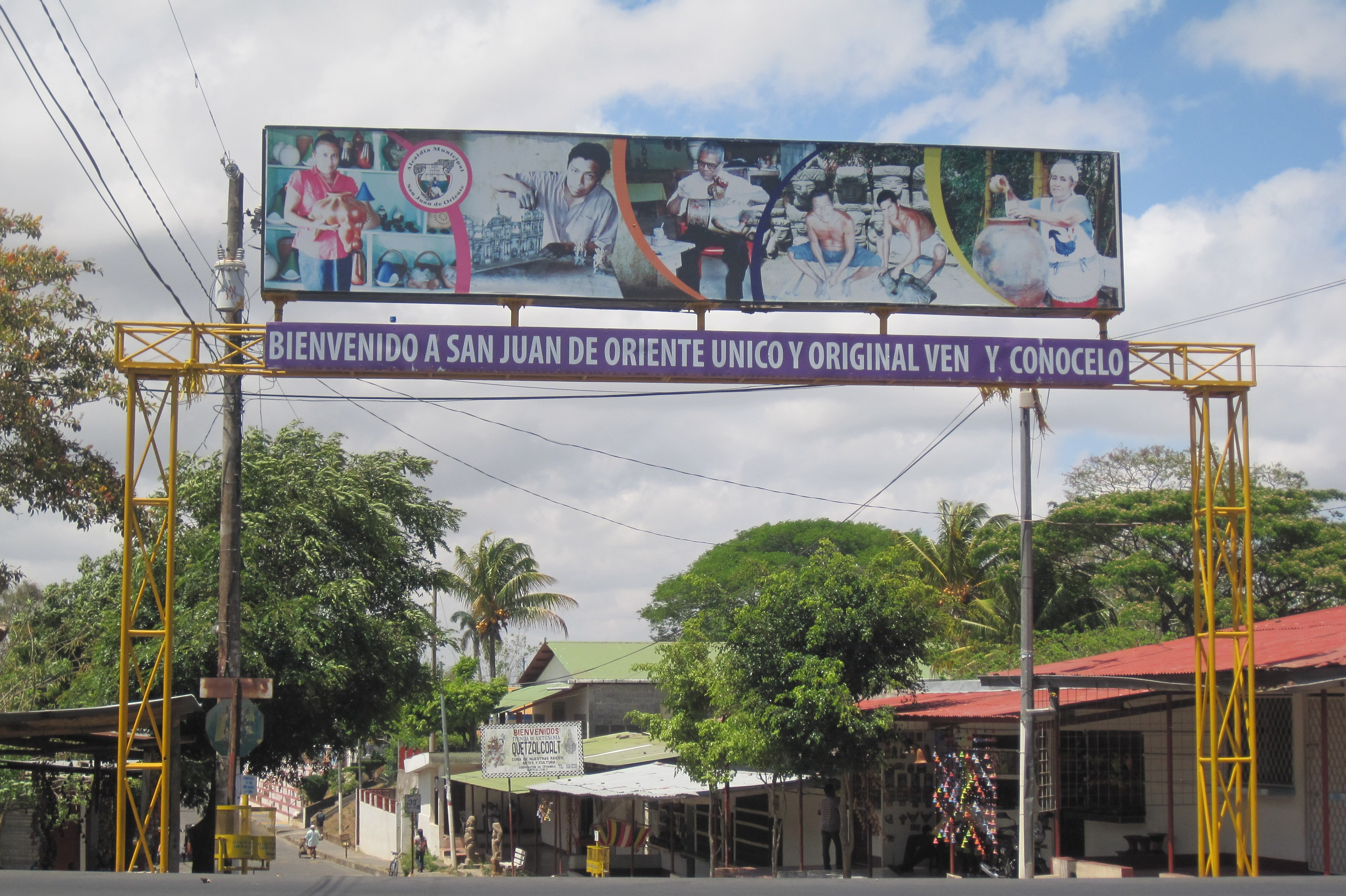
Entrada a San Juan de Oriente

San Juan de Oriente se encuentra ubicado en la Meseta de los Pueblos a 41 kilómetros de la capital de Managua por la Carretera a Masaya.
- Altitud: 499 m s. n. m.
- Superficie: 9.200 km²
- Latitud: 11° 54′ 0″ N
- Longitud: 86° 4′ 60″ O.

### Límites
Limita al norte con el municipio de Catarina, al sur con el municipio de Diriá, al este con la Laguna de Apoyo y al oeste con el municipio de Niquinohomo.

### Hidrografía
Su único cuerpo de agua es la Reserva Natural Laguna de Apoyo que comparte con los municipios de Catarina, Diriá y Granada y algunos riachuelos en las laderas de la misma.

### Topografía
El relieve es irregular, pero no muy accidentado compuesto por un número de sinusoides con planicies pequeñas donde se asienta el poblado. Su mayor accidente geográfico son las laderas de la Reserva Natural Laguna de Apoyo.

## Historia
La fecha de fundación luego de la colonia española data de 1585 convirtiéndolo en uno de los municipios más antiguos del departamento. Las tribus de Nicoya y Potosme vivían aquí y hablaban el idioma náhuatl.
La iglesia de estilo colonial fue construida en 1612 por Gervacio Gallegos de Galacia y Juan de Bracamontes y Peñaranda. Junto a Catarina de 1883 y Niquinohomo eran conocidos como los pueblos Namotivas, que en náhuatl significa "vecinos o hermanos".

## Demografía
San Juan de Oriente tiene una población actual de 8,818 habitantes. De la población total, el 50.3% son hombres y el 49.7% son mujeres. Casi el 53.5% de la población vive en la zona urbana.

## Fauna y flora

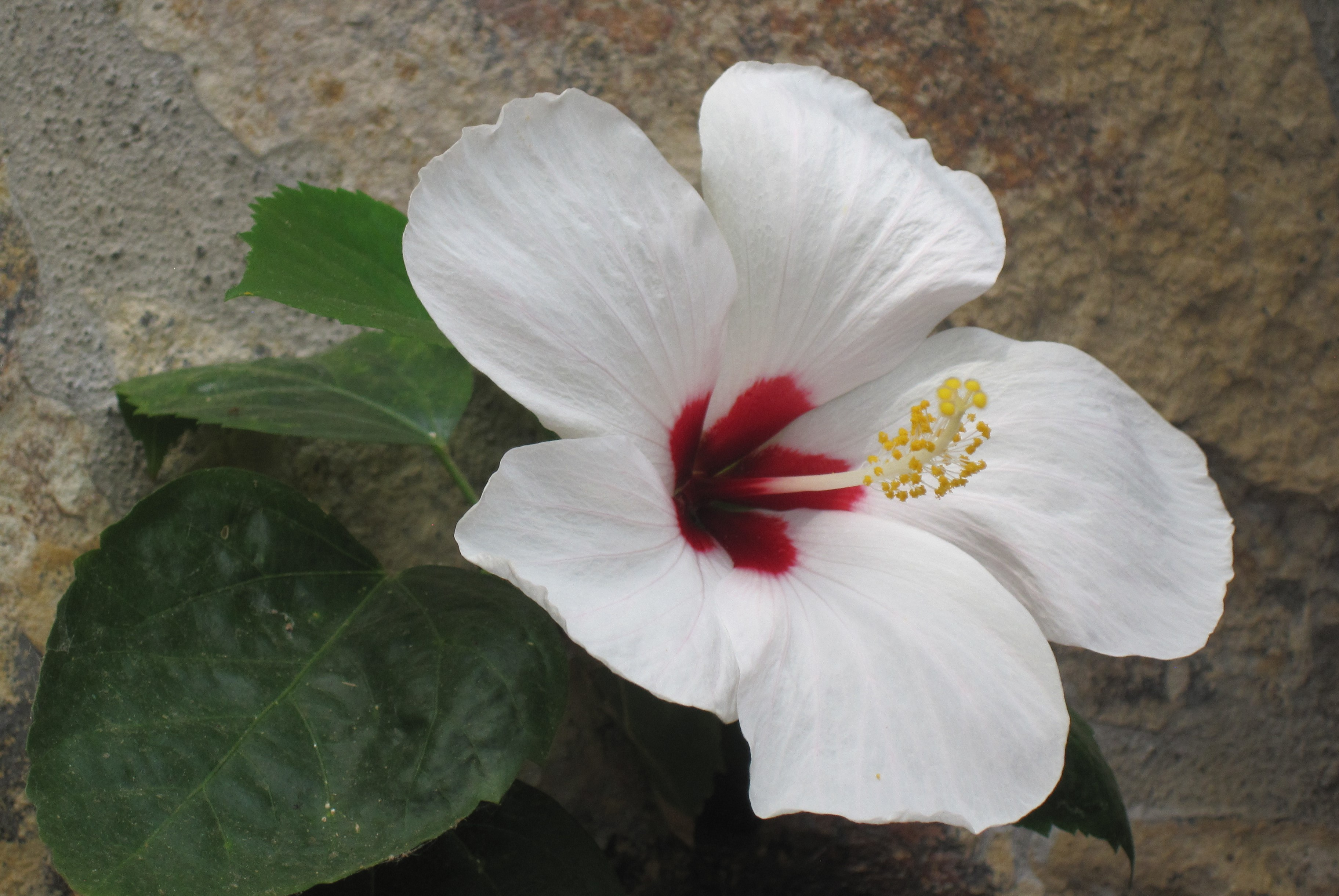
Flor blanca

Coyotes, guardatinajas, armadillos, venados, urracas, chocoyos, zopilotes y otros son los animales distintivos de la región. Entre la flora autóctona se destacan los árboles de ceibo, genízero, malinche, madroños. Algunos arbustos como Sacuanjoche, Pastor y diversidad de plantas herbarias.

## Economía y servicios

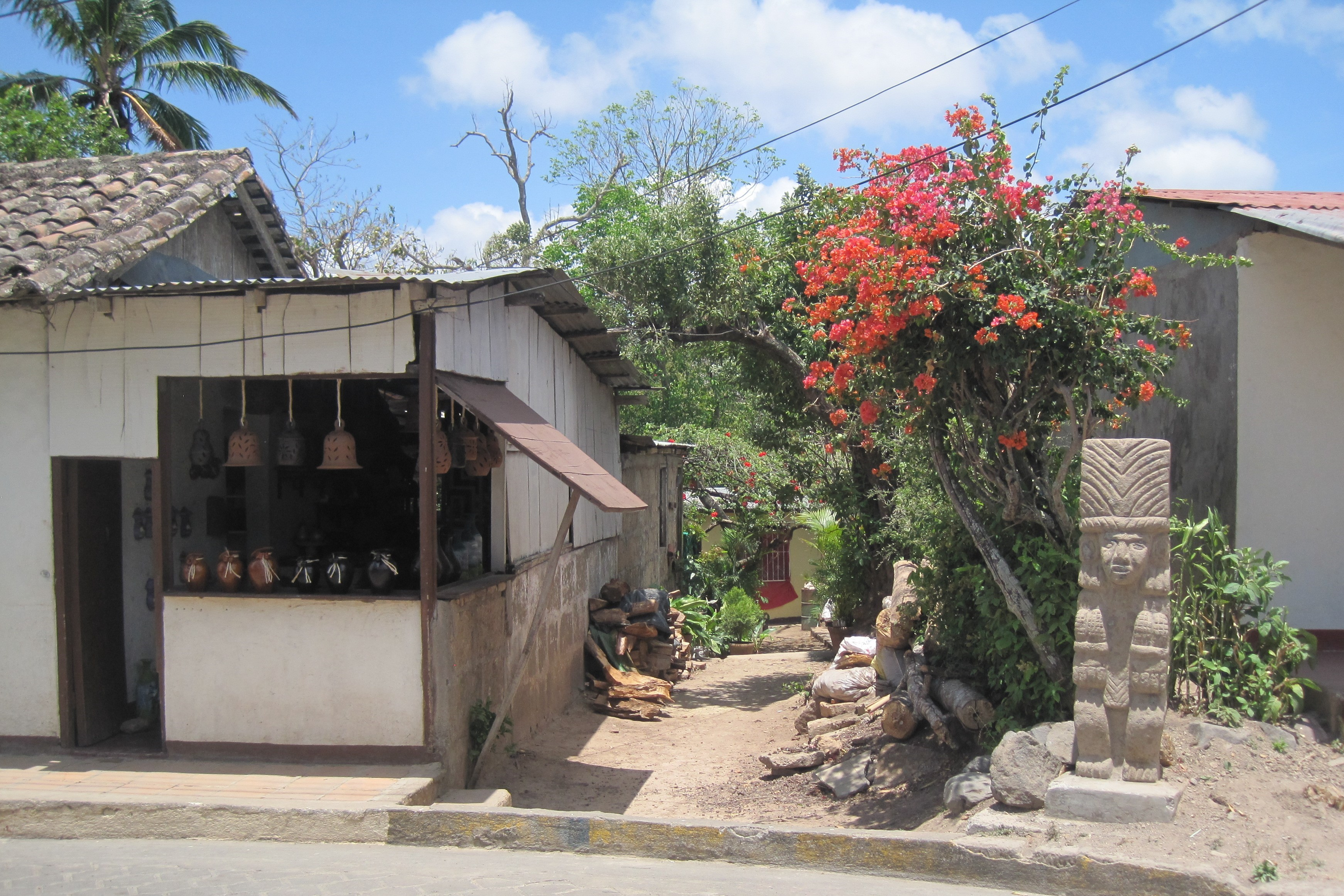
Taller de Ceramica

La mayor actividad económica es la elaboración y comercialización de la cerámica. Las diversas escuelas familiares compiten por ofrecer la mejor obra al mejor precio. Otras actividades son la agricultura, el comercio en general y el trabajo ocasional.

### Servicios
Cuenta con servicios de electricidad, telefonía convencional, telefonía celular, televisión por cable y otros servicios de comunicación digital disponibles por suscripción. También cuenta con servicio de agua potable, salud pública, educación primaria y secundaria y educación para adultos.

## Religión
Las religiones predominantes son la católica y la evangélica. El 23 y 24 de junio se celebran las fiestas patronales dedicadas a San Juan Bautista.

## Turismo

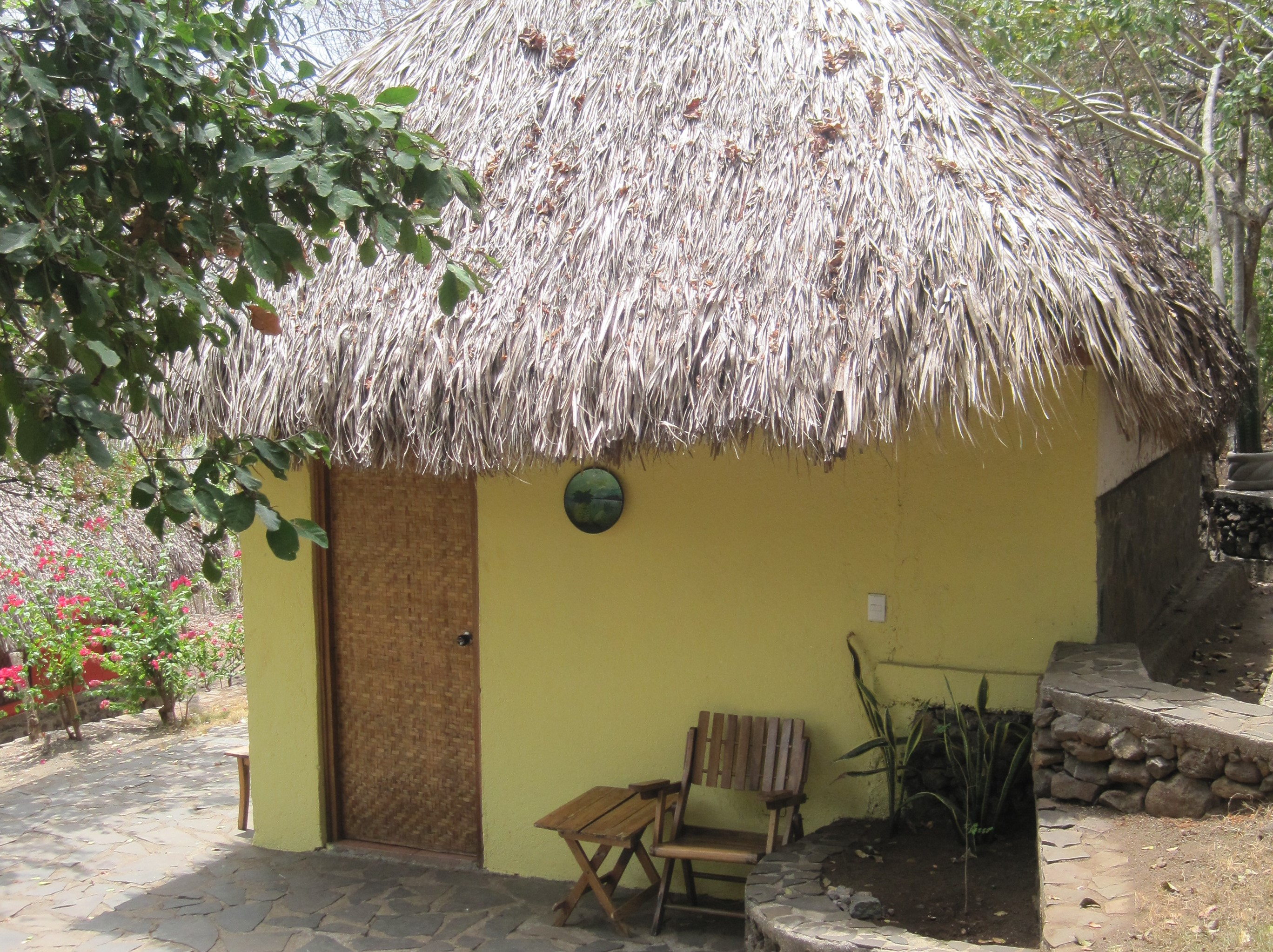
Hotel San Simian, Laguna de Apoyo

San Jaun de Oriente es un pueblo de ascendencia indígena y con mucha historia y pertenece al corredor turístico de "Los Pueblos Blancos". 
El atractivo primordial es la oferta de cerámica artesanal que en el lugar se elabora con diversidad de técnicas y diversas escuelas familiares que presentan una gama muy variada de obras de carácter utilitario y artísticas. Su mejor baluarte es la elaboración de piezas de cerámica precolombina, contemporánea y utilitaria.
San Jaun de Oriente tiene vista a la hermosa Laguna de Apoyo. A lo largo de la orilla del lago hay hoteles que atienden a los vacacionistas.